# Prabhakar Jha
Prabhakar Jha es un profesor de la Idioma francés de la Banaras Hindu University y diplomático, indio retirado.
- De 1996 a 1999 fue embajador en Antananarivo (Madagascar).
- De 2007 a 2010 fue Alto Comisionado en Suva (Fiyi).

.